# Dicranomyia (Peripheroptera) rhoda
Dicranomyia (Peripheroptera) rhoda is een tweevleugelige uit de familie steltmuggen (Limoniidae). De soort komt voor in het Neotropisch gebied.